# Ordynator
Ordynator – lekarz, lekarz dentysta lub psycholog z ukończoną specjalizacją kliniczną i/lub szkołą terapeutyczną kierujący pracą oddziału szpitalnego.
Zgodnie z rozporządzeniem Ministra Zdrowia z dnia 17 maja 2000 r. w sprawie wymagań, jakim powinny odpowiadać osoby na stanowiskach kierowniczych w zakładach opieki zdrowotnej określonego rodzaju, ordynatorem oddziału szpitala i jego zastępcą może być lekarz, lekarz dentysta posiadający prawo wykonywania zawodu w Rzeczypospolitej Polskiej i mający tytuł specjalisty w określonej dziedzinie medycyny lub specjalizację II stopnia w odpowiedniej dziedzinie medycyny oraz co najmniej ośmioletni staż pracy w zawodzie.
Ordynator oddziału szpitala publicznego wybierany jest na 6-letnią kadencję w drodze konkursu, którego zasady przeprowadzania reguluje Rozporządzenie Ministra Zdrowia z dnia 6 lutego 2012 r. w sprawie sposobu przeprowadzania konkursu na niektóre stanowiska kierownicze w podmiocie leczniczym niebędącym przedsiębiorcą (Dz.U. z 2021 r. poz. 430).
W przeszłości stanowisko ordynatora nosiło nazwę prymariusz.

Przeczytaj ostrzeżenie dotyczące informacji medycznych i pokrewnych zamieszczonych w Wikipedii.